# Alewtina Kołczina
Alewtina Pawłowna Kołczina, z domu Bakilina, ros. Алевтина Павловна Колчина (Бакилина) (ur. 11 listopada 1930 w Pawłowskim, zm. 1 marca 2022 w Otepää) – rosyjska biegaczka narciarska reprezentująca Związek Radziecki, pięciokrotna medalistka olimpijska oraz ośmiokrotna medalistka mistrzostw świata.

## Kariera
Jest jedną z najbardziej utytułowanych zawodniczek w historii biegów narciarskich. Zdobyła pięć medali olimpijskich. Jej olimpijskim debiutem były igrzyska w Cortinie d’Ampezzo w 1956 roku. Wspólnie z Lubow Kozyriewą i Radią Jerosziną zdobyła srebrny medal w sztafecie 3 × 5 km. Zajęła także czwarte miejsce w biegu na 10 km stylem klasycznym przegrywając walkę o brązowy medal z Sonją Edström ze Szwecji. Na tym samym dystansie podczas igrzysk olimpijskich w Squaw Valley ponownie zajęła czwarte miejsce, tym razem w wale o trzecie miejsce ulegając swej rodaczce Radii Jeroszynej. Na igrzyskach olimpijskich w Innsbrucku w 1964 r. zdobyła brązowy medal w biegu na 5 km, a wspólnie z Klawdią Bojarskich i Jewdokią Meksziło zdobyła złoty medal w sztafecie. Igrzyska olimpijskie w Grenoble były ostatnimi w jej karierze. Powtórzyła tam wynik z Innsbrucku w biegu na 5 km, a wraz z Ritą Aczkiną i Galiną Kułakową zdobyła kolejny brązowy medal, tym razem w sztafecie 3 × 5 km.
Zdobyła także osiem medali mistrzostw świata. W 1958 roku wystartowała na mistrzostwach świata w Lahti. Razem z Jerosziną i Kozyriewą triumfowała w sztafecie, a indywidualnie była także na najlepsza w biegu na 10 km. W 1962 roku zdominowała kobiece konkurencje na mistrzostwach świata w Zakopanem. Zwyciężyła w biegach na 5 i 10 km oraz w sztafecie. Tym razem reprezentantki ZSRR pobiegły w składzie Lubow Baranowa, Marija Gusakowa i Alewtina Kołczina. Na mistrzostwach świata w Oslo Obroniła tytułu w biegu na 5 km oraz w sztafecie. W biegu na 10 km stylem klasycznym uległa jedynie Klawdi Bojarskich. Na kolejnych mistrzostwach już nie startowała.
Kołczina była także trzynastokrotnie mistrzynią Związku Radzieckiego: w biegu na 5 km w latach 1956, 1958, 1960, 1962 i 1963, w biegu na 10 km w latach 1959, 1962, 1963, 1964 i 1967 oraz w sztafecie 3x5 km w latach 1959, 1960 i 1963.
Jej mąż Paweł Kołczin również reprezentował ZSRR w biegach narciarskich. Ich syn Fiodor reprezentował ZSRR w kombinacji norweskiej.
W 1963 roku została nagrodzona medalem Holmenkollen wraz ze swoim mężem oraz dwojgiem Norwegów: narciarską alpejską Astrid Sandvik oraz skoczkiem narciarskim Torbjørnem Yggesethem.

## Osiągnięcia

### Igrzyska olimpijskie
| Miejsce | Dzień       | Rok  | Miejscowość       | Konkurencja             | Czas biegu | Strata  | Zwyciężczyni        |
| ------- | ----------- | ---- | ----------------- | ----------------------- | ---------- | ------- | ------------------- |
| 4.      | 28 stycznia | 1956 | Cortina d’Ampezzo | 10 km stylem klasycznym | 38:11      | +0:35   | Lubow Kozyriewa     |
| 2.      | 1 lutego    | 1956 | Cortina d’Ampezzo | Sztafeta 3 × 5 km       | 1:09:01    | +0:27   | Finlandia           |
| 4.      | 20 lutego   | 1960 | Squaw Valley      | 10 km stylem klasycznym | 39:46,6    | +26,0   | Marija Gusakowa     |
| 7.      | 1 lutego    | 1964 | Innsbruck         | 10 km stylem klasycznym | 40:24,3    | +1:01,9 | Kławdija Bojarskich |
| 3.      | 5 lutego    | 1964 | Innsbruck         | 5 km stylem klasycznym  | 17:50,5    | +17,9   | Kławdija Bojarskich |
| 1.      | 7 lutego    | 1964 | Innsbruck         | Sztafeta 3 × 5 km       | 59:20,2    | -       | -                   |
| 7.      | 9 lutego    | 1968 | Grenoble          | 10 km stylem klasycznym | 36:46,5    | +2:06,4 | Toini Gustafsson    |
| 3.      | 13 lutego   | 1968 | Grenoble          | 5 km stylem klasycznym  | 16:45,2    | +6,4    | Toini Gustafsson    |
| 3.      | 16 lutego   | 1968 | Grenoble          | Sztafeta 3 × 5 km       | 57:30,0    | +43,6   | Norwegia            |

### Mistrzostwa świata
| Miejsce | Dzień     | Rok  | Miejscowość | Konkurencja             | Czas biegu | Strata | Zwyciężczyni        |
| ------- | --------- | ---- | ----------- | ----------------------- | ---------- | ------ | ------------------- |
| 1.      | 5 marca   | 1958 | Lahti       | 10 km stylem klasycznym | 44:49,0    | -      | -                   |
| 1.      | 7 marca   | 1958 | Lahti       | Sztafeta 3 × 5 km       | 58:32,4    | -      | -                   |
| 1.      | 19 lutego | 1962 | Zakopane    | 5 km stylem klasycznym  | 19:28,6    | -      | -                   |
| 1.      | 21 lutego | 1962 | Zakopane    | 10 km stylem klasycznym | 39:48,2    | -      | -                   |
| 1.      | 23 lutego | 1962 | Zakopane    | Sztafeta 3 × 5 km       | 58:08,9    | -      | -                   |
| 1.      | 23 lutego | 1966 | Oslo        | 5 km stylem klasycznym  | 17:18,9    | -      | -                   |
| 2.      | 25 lutego | 1966 | Oslo        | 10 km stylem klasycznym | 36:25,5    | +17,8  | Kławdija Bojarskich |
| 1.      | 27 lutego | 1966 | Oslo        | Sztafeta 3 × 5 km       | 56:04,2    | -      | -                   |